# Медаль Перкіна
Меда́ль Пе́ркіна (англ. The Perkin Medal) — нагорода, заснована 1906 року на честь англійського хіміка сера Вільяма Генрі Перкіна (старшого) з нагоди 50-річчя відкриття ним першого у світі синтетичного барвника мовеїну. Медаль В. Перкіна щорічно присуджує американське Товариство хімічної промисловості вченому, чиї наукові відкриття з успіхом застосовуються в промисловості й приносять комерційний розвиток. Це найвища відзнака у хімічній галузі США.

## Нагороджені медаллю Перкіна
- 1906 Вільям Генрі Перкін (старший)
- 1908 Джон Браун Френсіс Герресхофф
- 1909 Арно Берр
- 1910 Едвард Гудріч Ачесон
- 1911 Чарльз Голл
- 1912 Герман Фраш
- 1913 Джеймс Гейлі
- 1914 Джон Веслі Гаят
- 1915 Едвард Вестон
- 1916 Лео Бакеланд
- 1917 Ернст Твітхелль
- 1918 Аугусте Россі
- 1919 Фредерік Гарднер Коттрелл
- 1920 Чарлз Чендлер
- 1921 Вілліс Вітні
- 1922 Вільям Бертон
- 1923 Мілтон Вітакер
- 1924 Фредерік Марк Бекет
- 1925 Г'ю Мур
- 1926 Річард Мур
- 1927 Джон Тіпл
- 1928 Ірвінг Ленгмюр
- 1929 Юджин Салліван
- 1930 Герберт Генрі Доу
- 1931 Артур Дегон Літтл
- 1932 Чарлз Берджесс
- 1933 Джордж Онслагер
- 1934 Колін Фінк
- 1935 Джордж Керм (молодший)
- 1936 Воррен Льюїс
- 1937 Томас Міджлі (молодший)
- 1938 Френк Тоун
- 1939 Волтер Лендіс
- 1940 Чарлз Стін
- 1941 Джон Дорр
- 1942 Мартін Іттнер
- 1943 Роберт Вілсон
- 1944 Гастон Дюбуа
- 1945 Елмер Болтон
- 1946 Френсіс Фрері
- 1947 Роберт Вільмс
- 1948 Кларенс Балке
- 1949 Карл Майнер
- 1950 Егер Мерфі
- 1951 Генрі Говард
- 1952 Роберт Бернс
- 1953 Чарлз Томас
- 1954 Роджер Адамс
- 1955 Роджер Вільямс
- 1956 Едгар Бріттон
- 1957 Гленн Теодор Сіборг
- 1958 Вільям Кролл
- 1959 Юджин Годрі
- 1960 Карл Фолкерс
- 1961 Карл Пруттон
- 1962 Юджин Рохов
- 1963 Вільям Бейкер
- 1964 Вільям Спаркс
- 1965 Карл Марвел
- 1966 Менсон Бенедікт
- 1967 Владімір Гензель
- 1968 Генрі Гасс
- 1969 Роберт Кернс
- 1970 Мілтон Гарріс
- 1971 Джеймс Гайд
- 1973 Теодор Кернс
- 1972 Роберт МакМаллін
- 1974 Едвін Герберт Ленд
- 1975 Карл Джерассі
- 1976 Льюїс Саретт
- 1977 Пол Джон Флорі
- 1978 Дональд Отмер
- 1979 Джеймс Айдол (молодший)
- 1980 Герман Френсіс Марк
- 1981 Ральф Ландау
- 1982 Герберт Чарлз Браун
- 1983 Брюс Генней
- 1984 Джон Сінфельт
- 1985 Пол Вайш
- 1986 Пітер Регна
- 1987 Джон Пол Хоган та Роберт Бенкс
- 1988 Джеймс Рот
- 1989 Фредерік Керол
- 1990 Джон Франц
- 1991 Мігель Ондетті
- 1992 Едіт Фланігер
- 1993 Любомир Романків
- 1994 Марінус Лос
- 1995 Делберт Мейер
- 1996 Маріон Френсіс
- 1997 Стефані Кволек
- 1998 Девід Браянт
- 1999 Альберт Карр
- 2000 Норман Лі
- 2001 Ельза Райхманіс
- 2002 Пол Андерсон
- 2003 Вільям Джойс
- 2004 Гордон Мур
- 2005 Роберт Гор
- 2006 Джеймс Стівенс
- 2007 Герберт Бойер
- 2008 Айан Шенкленд
- 2009 Річард Сільверман
- 2010 Рональд Бреслоу
- 2011 Родні Бенкс
- 2012 Роберт Ленджер
- 2013 Брюс Рот
- 2014 Джон Ворнер[1]
- 2015 Сінтія Мар'янофф[2]